# Южный Монлюсон
Ю́жный Монлюсо́н (фр. Montluçon-Sud) — кантон во Франции, находится в регионе Овернь, департамент Алье. Входит в состав округа Монлюсон.
Код INSEE кантона — 0332. Всего в кантон Южный Монлюсон входит 5 коммун, из них главной коммуной является Монлюсон.
Кантон был основан в 1970 году.

## Коммуны кантона
| Коммуна      | Население, чел. (1999) | Почтовый индекс | Код INSEE |
| ------------ | ---------------------- | --------------- | --------- |
| Лаво-Сент-Ан | 1 158                  | 03100           | 03140     |
| Линьероль    | 566                    | 03410           | 03145     |
| Монлюсон     | 11 455                 | 03100           | 03185     |
| Нери-ле-Бен  | 2 708                  | 03310           | 03195     |
| Тейе-Аржанти | 472                    | 03410           | 03279     |

## Население
Население кантона на 2006 год составляло 16 292 человека.
| 1962 | 1968 | 1975 | 1982 | 1990   | 1999   | 2006   | 2007 | 2008 |
| ---- | ---- | ---- | ---- | ------ | ------ | ------ | ---- | ---- |
| —    | —    | —    | —    | 16 828 | 16 359 | 16 292 | —    | —    |